# Twin Chamber Cartridge Fork
TCCF staat voor Twin Chamber Cartridge Fork en is een type voorvork van motorfietsen.
Dit type was een Cartridge voorvork van Suzuki-motorfietsen. Het werd toegepast op de crossmotoren sinds 1994. De TCCF is in 18 standen instelbaar.